# QALY
Il QALY (acronimo di quality-adjusted life year) è un'unità di misura impiegata nell'analisi costi-utilità che combina insieme la durata della vita con la qualità della stessa.
Un QALY pari ad 1 corrisponde all'aspettativa di vita di un anno in condizioni di buona salute; il valore 0 corrisponde alla morte. La scala di misurazione è continua e ad alcuni anni di vita possono essere attribuiti anche valori negativi (nel caso si abbiano condizioni gravi di immobilità e di sofferenza acuta).
Viene utilizzato come indice di ponderazione nella valutazione degli incrementi nell'aspettativa di vita connessi agli interventi sanitari.
Così, ad esempio, se l'introduzione di una nuova tecnica chirurgica permette al malato di sopravvivere in media 6 anni in più, ma le condizioni dopo l'operazione sono tali da venir giudicate pari a 0.2 QALY (ad es., per via di gravi deficienze motorie e dolori frequenti), l'effetto dell'intervento sull'aspettativa di vita ponderata per la qualità sarà solo di 1.2 anni.